# Scaphiopus
Scaphiopus är ett släkte av groddjur som ingår i familjen Scaphiopodidae.
Släktets arter förekommer i norra Mexiko och i östra USA.
Arter enligt Catalogue of Life:
- Scaphiopus couchii
- Scaphiopus holbrookii
- Scaphiopus hurterii